# See It Now
See It Now (em português: Veja Agora) foi um programa de televisão estadunidense transmitido pela CBS de 1951 a 1958. Foi criado por Edward R. Murrow e Fred W. Friendly, com Murrow como apresentador do programa. De 1952 a 1957, See It Now ganhou quatro prêmios Emmy e foi indicado três outras vezes. Ele também ganhou um Peabody Award em 1952.